# Orasema deltae
Orasema deltae är en stekelart som beskrevs av Gemignani 1937. Orasema deltae ingår i släktet Orasema och familjen Eucharitidae. Inga underarter finns listade i Catalogue of Life.